# James Cecil, 3. Earl of Salisbury
James Cecil, 3. Earl of Salisbury KG PC (* 1646; † Mai 1683) war ein englischer Peer und Politiker.

## Leben
Cecil war der Sohn von Charles Cecil, Viscount Cranborne (1619–1660), Sohn des William Cecil, 2. Earl of Salisbury. Seine Mutter war Lady Diana Maxwell, Tochter des James Maxwell, 1. Earl of Dirletoun. Er soll das St John’s College, Cambridge besucht haben.
1666 diente er während des Englisch-Niederländischen Kriegs auf dem Linienschiff Royal Charles. Im April 1668 wurde er als Knight of the Shire für Hertfordshire ins House of Commons gewählt. Da sein Vater bereits 1660 gestorben war, beerbte er im Dezember 1668 seinen Großvater als Earl of Salisbury. Er schied dadurch aus dem House of Commons aus und erhielt einen Sitz im House of Lords. Von Februar 1677 bis Juni 1677 wurde er im Tower of London inhaftiert, nachdem er das Recht König Karls II. infrage gestellt hatte, das Parlament zu vertagen. 1679 wurde er ins Privy Council und 1680 als Knight Companion in den Hosenbandorden aufgenommen. Im April 1683 beteiligte er sich an der Rye-House-Verschwörung und wurde deswegen aus dem Privy Council ausgeschlossen. Wenige Wochen später starb er.

## Ehe und Nachkommen
Am 1. Oktober 1661 heiratete er Lady Margaret Manners († 1682), Tochter von Francis Manners, 8. Earl of Rutland. Mit ihr hatte er zehn Kinder:
- James Cecil, 4. Earl of Salisbury (1666–1694);
- Hon. Robert Cecil (nach 1667–1716), MP für Wootton Basset, ⚭ Elizabeth Meynell, Witwe des Richard Hale;
- Hon. William Cecil;
- Hon. Charles Cecil;
- Hon. George Cecil;
- Lady Catherine Cecil († 1688) ⚭  Sir George Downing, 2. Baronet;
- Lady Frances Cecil († 1698) ⚭  Sir William Halford, 1. Baronet;
- Lady Mary Cecil († 1740) ⚭ Sir William Forester;
- Lady Margaret Cecil (1672–1728), ⚭ (1) John Stawell, 2. Baron Stawell, ⚭ (2) Richard Jones, 1. Earl of Ranelagh;
- Lady Mildred Cecil († 1727) ⚭ Sir Uvedale Corbet, 3. Baronet, ⚭ (2) Sir Charles Hotham, 4. Baronet.

Als er 1683 starb, beerbte ihn sein Sohn James als Earl of Salisbury.